# Metylovice
Metylovice (en allemand : Mettilowitz, de 1939 à 1945 : Quittendorf) est une commune du district de Frýdek-Místek, dans la région de Moravie-Silésie, en République tchèque. Sa population s'élevait à 1 790 habitants en 2021.

## Géographie
Metylovice se trouve à 3 km au nord-ouest du centre de Frýdlant nad Ostravicí, à 9 km au sud-sud-ouest de Frýdek-Místek, à 25 km au sud-sud-est d'Ostrava et à 285 km à l'est-sud-est de Prague.
La commune est limitée par Palkovice et Baška au nord, par Pržno à l'est, par Frýdlant nad Ostravicí au sud-est, par Pstruží au sud, et par Lhotka à l'ouest.

## Histoire
La première mention écrite de la localité date de 1267.

## Galerie

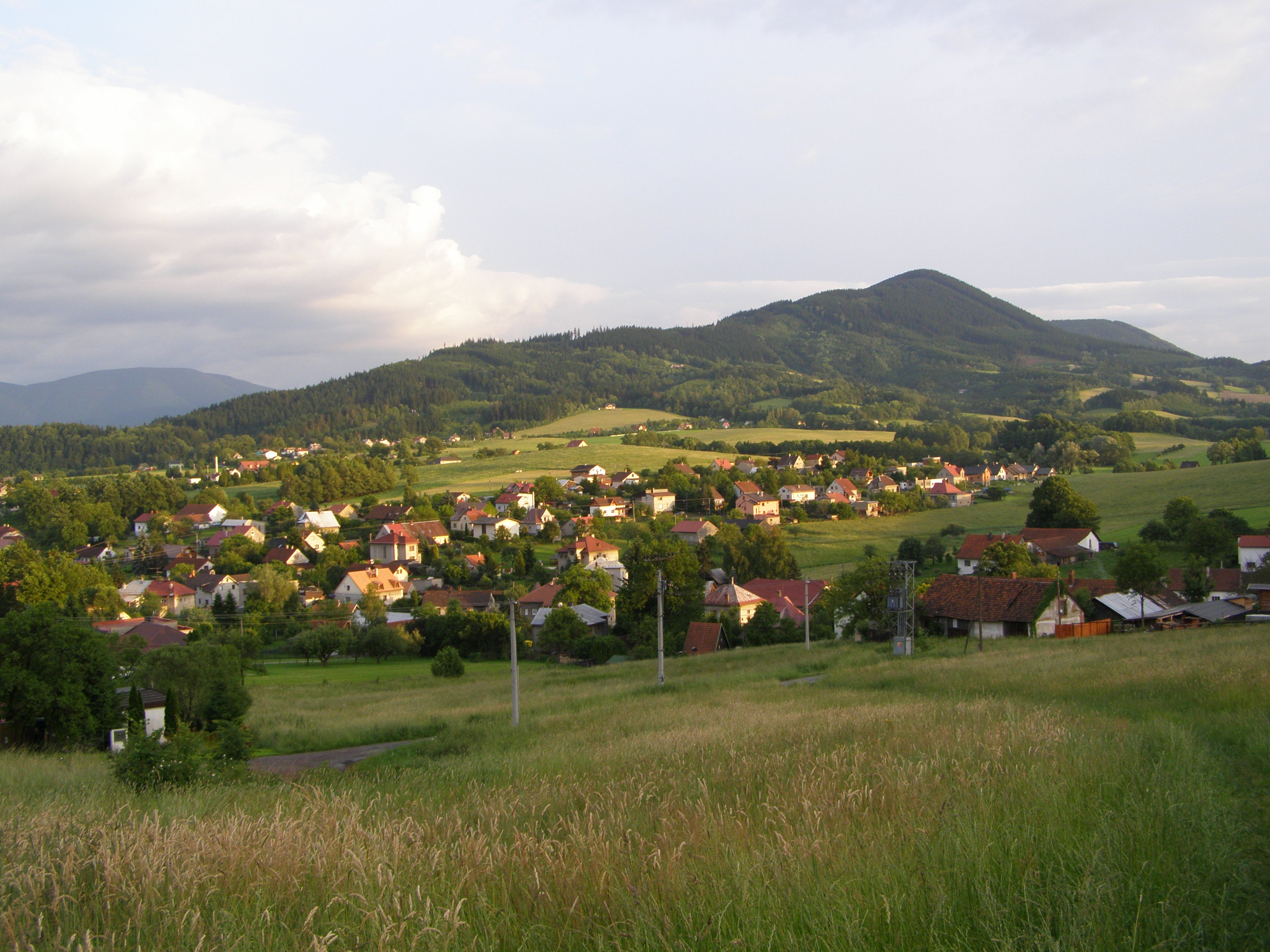
Metylovice et mont Ondřejník (890 m).
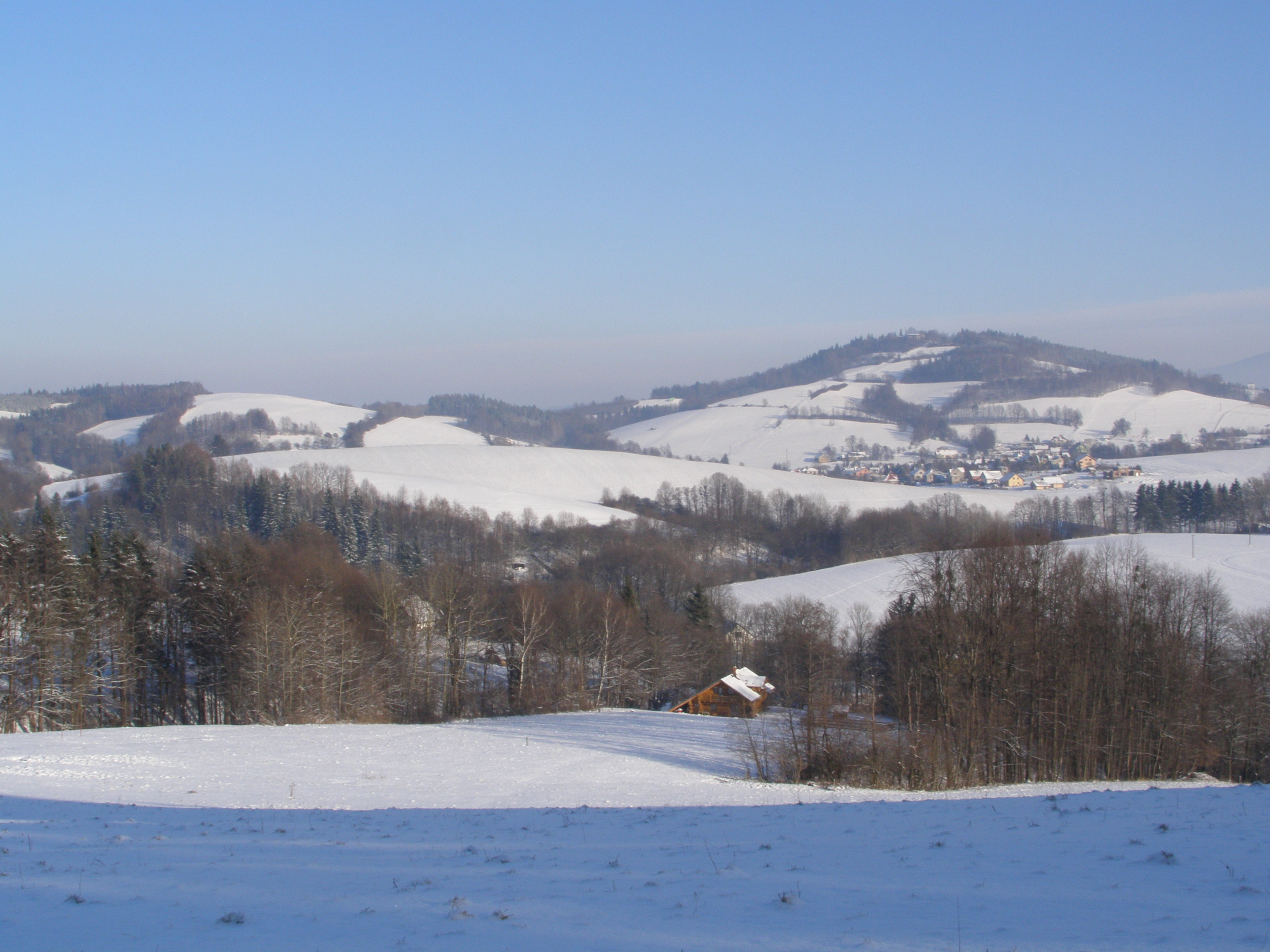
Collines de Metylovice en hiver.

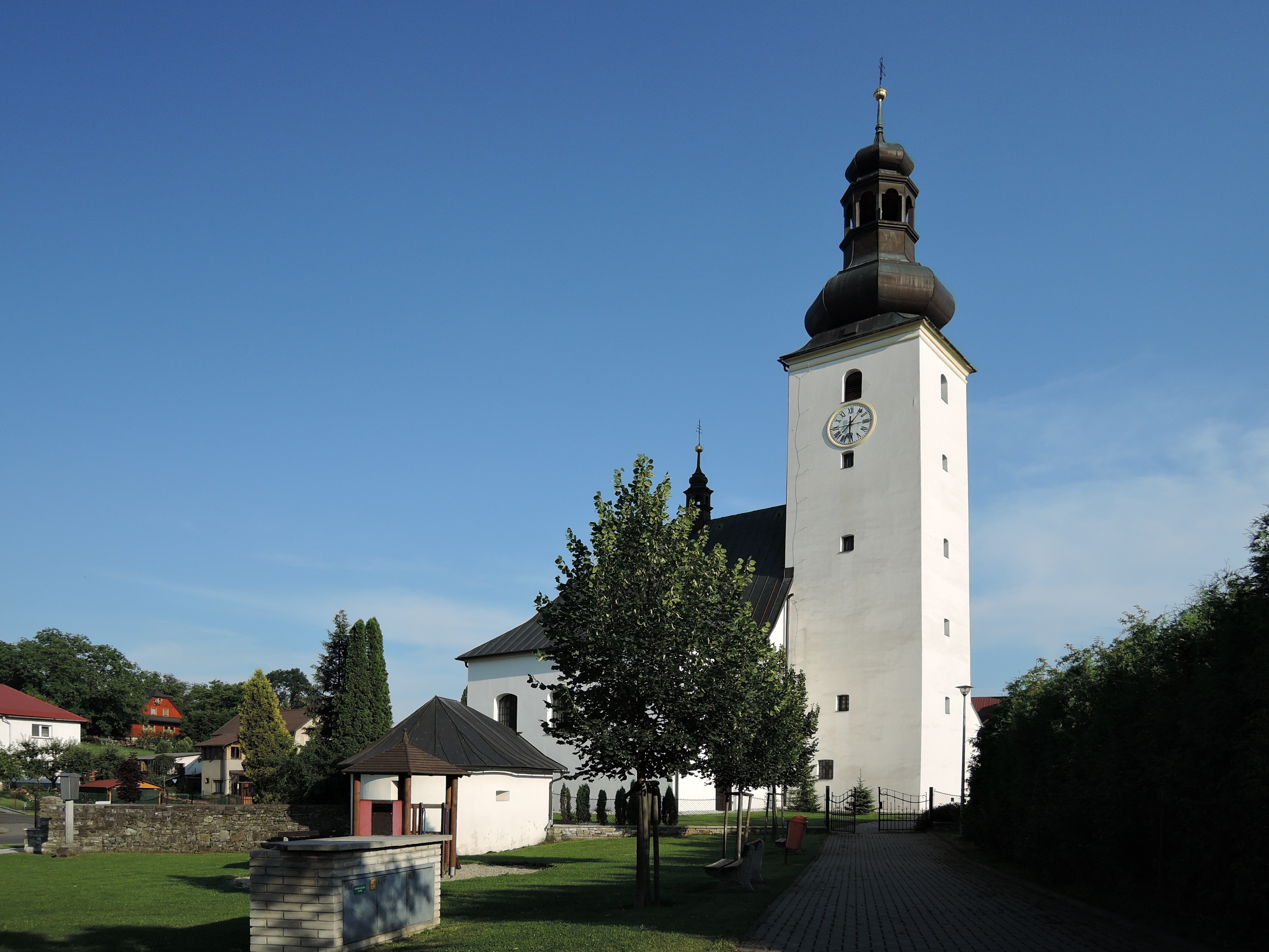
Église de Tous-les-Saints.

## Transports
Par la route, Metylovice se trouve à 4 km de Frýdlant nad Ostravicí, à 11 km de Frýdek-Místek, à 30 km d'Ostrava et à 349 km de Prague.